# Valentín Galarza Morante
Valentín Galarza Morante (El Puerto de Santa María, 22 de abril de 1882 - Madrid, 9 de junio de 1952) fue un militar español, conocido por su papel en los prolegómenos de la guerra civil española y durante los primeros años de la dictadura franquista. Conocido por sus posturas monárquicas y antifalangistas, durante algún tiempo fue ministro de la Gobernación, así como miembro del Consejo Nacional del Movimiento y procurador en las Cortes franquistas.

## Biografía
Nacido el 22 de abril de 1882 en El Puerto de Santa María, desde temprana edad emprendió la carrera militar. Ingresó en la Academia General Militar de Toledo cuando contaba con 20 años. Posteriormente, en 1906, ingresaría en la Escuela Superior de Guerra de Madrid, de la cual saldría 5 años después licenciado y con el rago de capitán.

### Conspiraciones militares
En abril de 1931 se produjo la proclamación de la Segunda República, aunque Valentín Galarza no simpatizó con el nuevo régimen. De hecho, el ministro de la guerra Manuel Azaña llegó a comentar sobre él:

Galarza es inteligente, capaz y servicial, escurridizo, obediente [...] y de los más peligrosos.

Partidario del general José Sanjurjo, Galarza estuvo implicado en el fallido golpe de Estado de 1932. Miembro fundador de la ultraderechista y clandestina Unión Militar Española (UME), durante esta época se mantuvo en contacto con otras conspiraciones militares dirigidas por Juan Antonio Ansaldo y Juan Vigón. Estaba encargado de reclutar a altos mandos del Ejército para apoyar la futura sublevación, recibiendo de la trama 5000 pesetas mensuales para mantener la propaganda en los cuarteles y una red de infiltrados en la Policía. Debido al amplio círculo de contactos que tenía, acabó formando parte del grupo conspirador que existía alrededor de los generales Franco y Emilio Mola. Amigo personal de Francisco Franco, Galarza también tuvo un papel muy importante actuando como enlace entre Franco y la UME. En estos años ya ostentaba el rango de teniente coronel.
Destinado en el Ministerio de la Guerra en Madrid, durante 1936 tuvo un papel esencial en la preparación de la sublevación militar contra el gobierno republicano, sirviendo además de enlace entre varios generales comprometidos en la conspiración. Es por ello que llegaría a ser conocido por el apodo de «El Técnico». Mola llegó a encargarle que investigase el compromiso del general Gonzalo Queipo de Llano con la conspiración militar antes de reunirse con él.
El 18 de julio de 1936, cuando se produjo el estallido de la Guerra Civil, Galarza se encontraba en Madrid y sería detenido por las autoridades. Permaneció encarcelado hasta el 9 de febrero de 1939, cuando es liberado por las tropas del general Manuel García Valiño.

### Dictadura franquista
Poco después de acabar la contienda, en la primavera de 1939 fue destinado al cuartel general de Franco y ascendido al rango de coronel. En septiembre de 1939 fue nombrado subsecretario de la Presidencia del Gobierno, situado cerca del propio Franco. Galarza se afilió a FET y de las JONS, el partido único de la dictadura franquista, en 1940. Ese mismo año fue nombrado jefe directo de las Milicias de FET-JONS, y presidente del Consejo de Administración del Patrimonio Nacional. A pesar de su militancia en el partido único, Galarza era conocido por sus tendencias antifalangistas y por su filiación monárquica. Se mostraba muy crítico frente a la creciente influencia de los falangistas en los círculos de poder. Asimismo, era claramente hostil a Ramón Serrano Suñer, cuñado de Franco, ministro de exteriores y abiertamente simpatizante de las potencias fascistas. Según manifestó el embajador británico en España, Samuel Hoare, Galarza era partidario de los Aliados. Entre 1940 y 1943 recibió sobornos millonarios del Reino Unido para disuadir a Franco de participar en la Segunda Guerra Mundial junto a las potencias del Eje.
El 5 de mayo de 1941 fue nombrado ministro de la Gobernación por Franco. El capitán de navío Luis Carrero Blanco le sustituyó como subsecretario de la Presidencia del gobierno. Hasta ese momento la cartera de Gobernación había estado vacante, aunque Serrano Suñer tenía un gran poder sobre ella a través del subsecretario de Gobernación José Lorente Sanz. El nombramiento de Galarza fue recibido con una gran hostilidad por parte de amplios sectores falangistas y provocó una cascadas de dimisiones: la de José Lorente, José Finat —director general de Seguridad—, así como diez gobernadores civiles. También se encontró con la oposición de Pedro Gamero del Castillo, vicesecretario general de FET y de las JONS, que se negó a cooperar con Galarza en el nombramiento de los gobernadores civiles. A pesar de las protestas, Franco se mantuvo firme y mantuvo al militar en su puesto. El nuevo ministro procedió a emprender una purga entre los cargos serranistas de la administración estatal, especialmente en los puestos clave del Ministerio de Gobernación. Sin embargo, Franco le retiró a Galarza el control sobre las competencias de prensa y propaganda —que pasaron a ser controladas por la Vicesecretaría de Educación Popular—, lo que suponía perder una de las más importantes atribuciones de este ministerio.
En el ejercicio del cargo presidió el 3 de febrero de 1942 la reinauguración del parador nacional de turismo de Alcalá de Henares llamado Hostería del Estudiante, incorporado a la Red el 28 de mayo de 1930, pero que había resultado dañado seriamente durante la guerra civil española.
En agosto de 1942 se produjo el llamado Atentado de Begoña, que fue considerado por militares como Galarza o el general Varela como un atentado de Falange contra el Ejército, por lo que exigieron la destitución de Serrano Suñer. El «Caudillo» terminó destituyendo a Serrano poco después, el 3 de septiembre, pero quiso dejar constancia de quién tenía el poder, y destituyó al mismo tiempo a Varela y Galarza, sustituyéndolos por dos personas fieles a su jefatura.
Tras su destitución, Galarza se asoció con disidentes monárquicos. Llegaría a alcanzar el rango de general. Entre 1943 y 1946 fue procurador en las Cortes franquistas, designado para el puesto por el propio Franco. En junio de 1943 fue uno de los más destacados monárquicos que firmaron un manifiesto enviado al dictador en el que le solicitaban la restauración de la monarquía. Franco no dio ningún paso en ese sentido y de hecho Galarza sería uno de los firmantes que acabarían perdiendo su puesto en las Cortes franquistas por su participación. Retirado de la vida pública, falleció en Madrid el 9 de junio de 1952.

### Imputación póstuma
Fue uno de los treinta y cinco altos cargos del franquismo imputado por la Audiencia Nacional en el sumario instruido por Baltasar Garzón, por los delitos de detención ilegal y crímenes contra la humanidad cometidos durante la Guerra civil española y en los primeros años del régimen; no fue procesado al comprobarse su fallecimiento.